# Odelettes
Odelettes est un recueil de poèmes de Gérard de Nerval. On y trouve notamment Une allée du Luxembourg, ainsi que Fantaisie, grande œuvre lyrique qui s'inscrit dans un thème romantique, célèbre poème, au rythme ternaire et aux rimes variées, où Nerval parle d'une mélodie. Elles ont été écrites en 1832 et en 1839 et publiées en 1853.
Pour Nerval, les Odelettes sont des œuvres « d'où ressort une idée profonde et philosophique ». Dans les Odelettes, il écrivit plusieurs poèmes touchants. Il y a aussi dans celui-ci, Le Réveil en voiture, écrit en 1832.